# Golo Mann

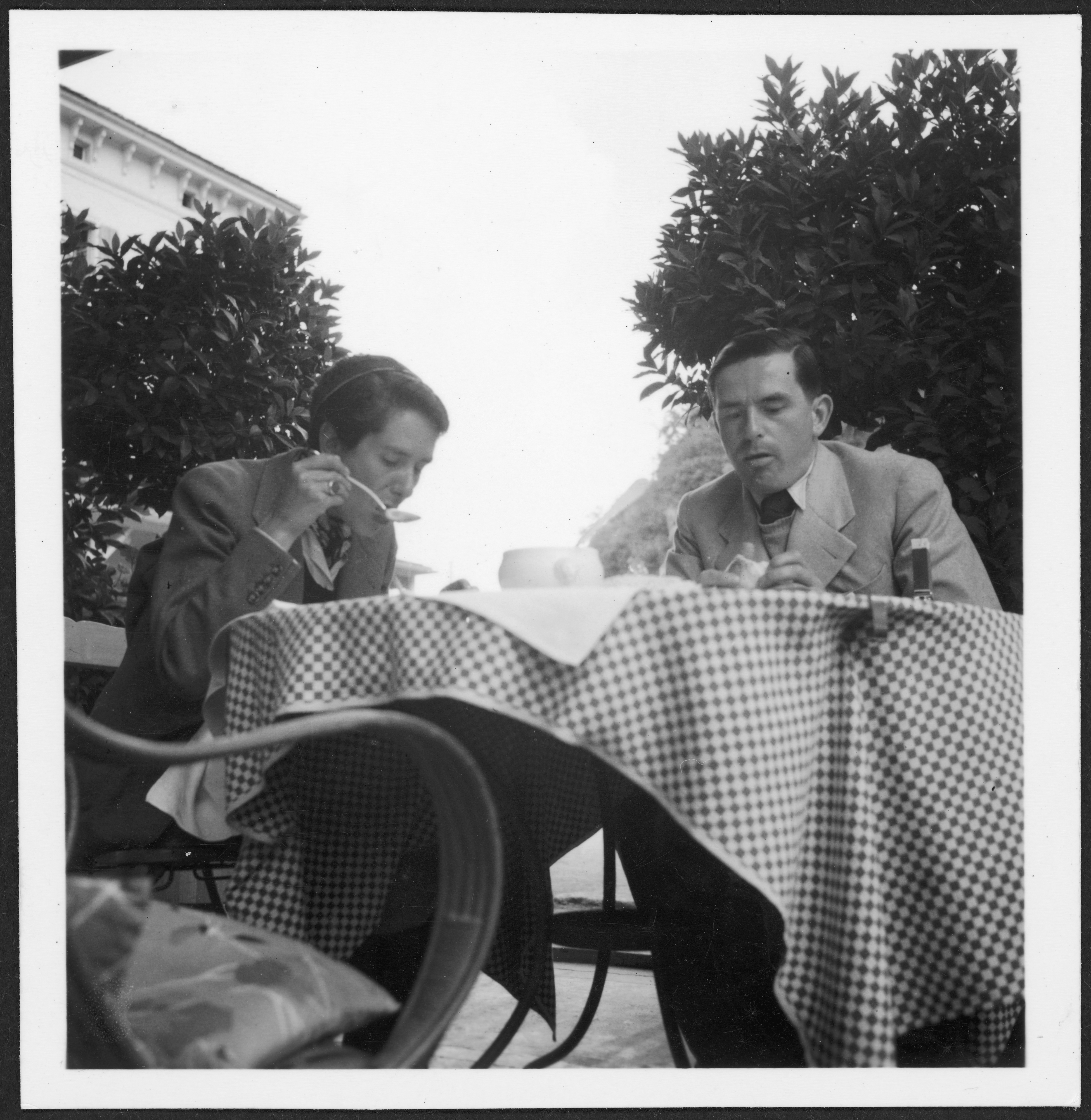
Met zijn zuster Erika Mann in Zwitserland, 1936 (foto Annemarie Schwarzenbach)

Angelus Gottfried Thomas ("Golo") Mann (München, 27 maart 1909 - Leverkusen, 7 april 1994) was een Duitse historicus en - na Erika Mann en Klaus Mann - het derde van de zes kinderen van de Duitse schrijver en Nobelprijswinnaar Thomas Mann en Katia Mann (geboren Pringsheim). Hij was Tsjechoslowaaks staatsburger vanaf 1936, Amerikaans van 1943 tot 1968, daarna Zwitsers en daarnaast vanaf 1976 ook weer Duits.  

## Leven en werk
In 1932 emigreerde hij naar Zwitserland en vervolgens naar Frankrijk, waar hij aan de Universiteit van Rennes Duitse geschiedenis doceerde. Hij werkte in 1933-1935 ook voor het literair tijdschrift voor emigrantenliteratuur Die Sammlung, dat Em. Querido's Uitgeverij in Amsterdam uitgaf onder redactie van zijn broer Klaus. In 1940 vluchtte hij, via Spanje, naar de Verenigde Staten. 
Hij schreef een beroemde biografie over Wallenstein (1971). In 1968 ontving hij de Georg-Büchner-Preis. In 1979 hield Golo Mann aan de Universiteit Leiden de Huizingalezing onder de titel: 1914-1980: Ein Überblick.
Een bekend citaat van Golo Mann over Otto von Bismarck is: "Bismarck heeft Duitsland verenigd, maar niet de Duitsers".

## Beknopte werkenlijst
- 1947 Friedrich von Gentz
- 1958 Deutsche Geschichte des 19. und 20. Jahrhunderts
- 1964 Wilhelm II
- 1970 Von Weimar nach Bonn. Fünfzig Jahre deutsche Republik
- 1971 Wallenstein
- 1986 Erinnerungen und Gedanken. Eine Jugend in Deutschland (Ned. vert. 1993: In de schaduw van de tovenaar. Een jeugd in de Duitse storm)
- 1989 Wir alle sind, was wir gelesen
- 1992 Wissen und Trauer
- 2009 Man muss über sich selbst schreiben. Erzählungen, Familienporträts, Essays (red. Tilmann Lahme), S. Fischer Verlag, Frankfurt am Main.

## Secundaire literatuur
- Tilmann Lahme, De familie Mann. Geschiedenis van een gezin. De Arbeiderspers, Amsterdam, 2017. ISBN 978-90-2950733-2
- (de)  Tilmann Lahme, Kathrin Lüssi (red), Golo Mann: Briefe 1932-1992, Göttingen, 2006.
- (de)  Tilmann Lahme, Golo Mann. Biographie, Frankfurt am Main, 2009.
- (es)  Juan Luis Conde, El abrigo de Thomas Mann. Golo Mann y sus amigos españoles, Reino de Cordelia, Madrid, 2016. ISBN 978-84-15973-84-3
- (de)  Urs Bitterli, Golo Mann – Instanz und Außenseiter. Eine Biographie, NZZ, Zürich /Kindler, Berlin 2004, ISBN 3-463-40460-5, ook: Rowohlt, Reinbek, 2005. ISBN 3-499-24078-5
- (de)  Klaus W. Jonas, Holger Stunz, Golo Mann. Leben und Werk. Chronik und Bibliographie (1929–2003). Harrassowitz, Wiesbaden, 2004. ISBN  3-447-05053-5
- Jeroen Koch, Politiek en moraal. Golo Mann en de Duitse geschiedenis. Atalanta, Houten, 1994. (dissertatie Rijksuniversiteit Utrecht). ISBN 90-8020352-1
  - (de)  (vertaling) Golo Mann und die deutsche Geschichte. Eine intellektuelle Biographie. Schöningh, Paderborn 1998. ISBN 3-506-74662-6

- (de)  Uwe Naumann, Die Kinder der Manns. Ein Familienalbum. Rowohlt, Reinbek, 2005. ISBN 3-498-04688-8.